# Leporiusz
Leporiusz (IV/V wiek) – mnich, kapłan i pisarz chrześcijański. Pochodził z Trewiru. Około roku 418 zaczął nauczać doktryny reinkarnacji, którą potępił biskup Marsylii Proklus. Po ucieczce do Afryki i znalezieniu schronienia u boku Augustyna z Hippony porzucił swoją doktrynę i publicznie ją odwołał.
Jest autorem pisma: Książeczka nawrócenia, czyli zadość uczynienia biskupom z Galii. Dzieło to, przedstawiające łacińską chrystologię z początków V wieku, było cytowane przez Leona Wielkiego, Arnobiusza, Jana II i innych.